# Dhobaura
Dhobaura (en bengali : ধোবাউড়া) est une upazila du Bangladesh dans le district de Mymensingh. En 1991, on y dénombrait 427 913 habitants.